# Le streghe al sabba
Le streghe al sabba o Le streghe si recano al sabba (Brujas yendo al Sabbath), anche noto con il titolo La visione di Faust (La visión de Fausto), è un dipinto del pittore spagnolo Luis Ricardo Falero, realizzato nel 1878. Il dipinto è attualmente conservato in una collezione privata.

## Descrizione

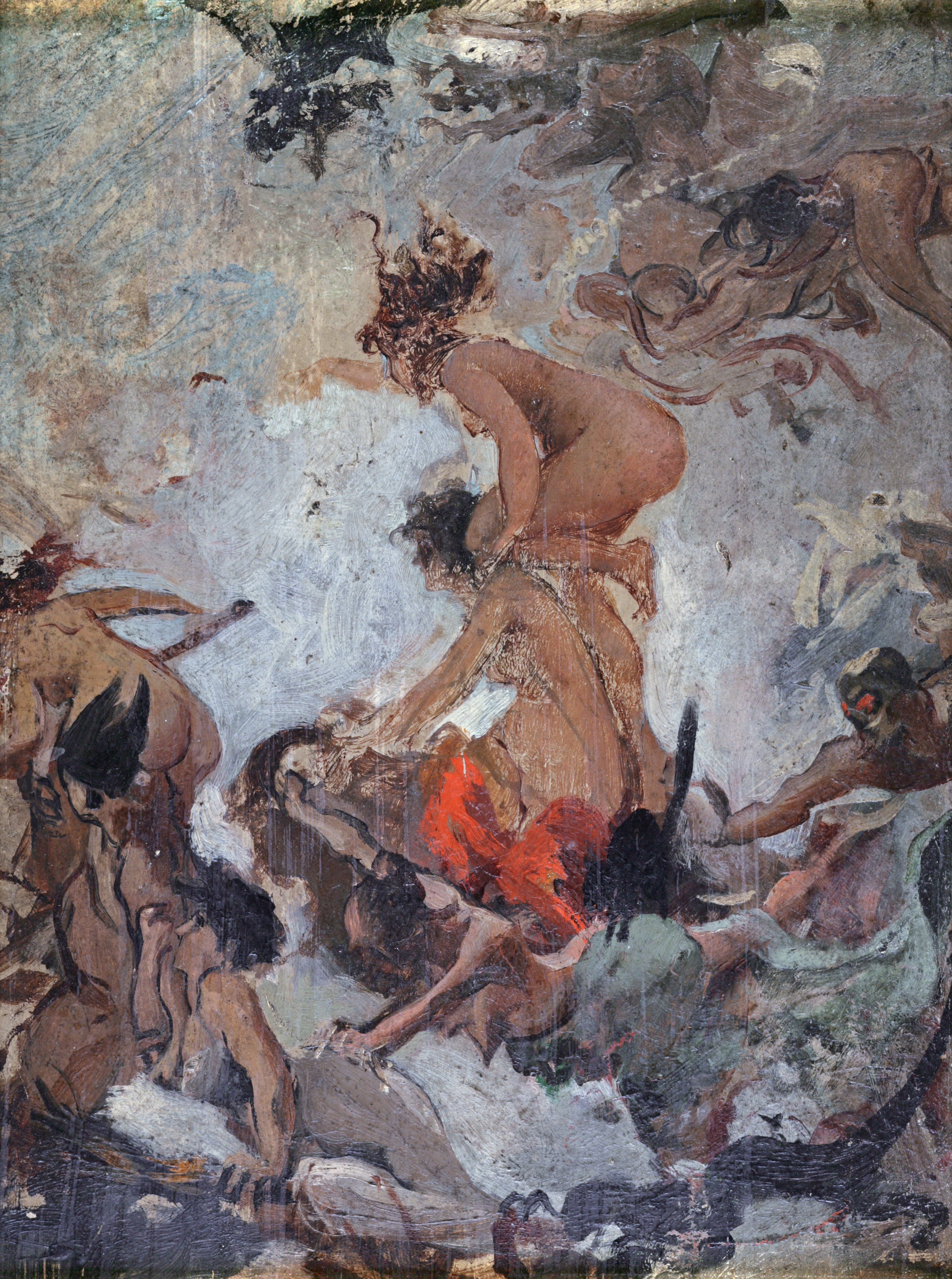
Uno studio per l'opera.

Il dipinto raffigura un gruppo di streghe, quasi tutte nude, che si stanno recando ad un sabba, un luogo di ritrovo dove avvenivano rituali di magia nera e orge. Oltre alle streghe nel dipinto sono presenti varie creature demoniache o associate alla stregoneria, inclusi un pipistrello, un caprone e un gatto nero. Tra le varie figure spicca un gruppo posto in primo piano, composto da due streghe al centro dell'opera, una delle quali a cavallo di un caprone, una vecchia strega che si regge ad un corno del caprone e si appoggia ad una giovane strega dai capelli rossi (la quale a sua volta si aggrappa ad uno stregone). Nella parte destra del dipinto sono presenti altre tre creature oscure: lo scheletro di un pellicano (un simbolo di morte nella tradizione egiziana), uno scheletro umano ed una salamandra (uno spirito di fuoco secondo gli alchimisti).
L'opera segue una disposizione a spirale, dovuta al ritmo rotatorio dei personaggi sullo sfondo. Tale spirale è rotta dal triangolo centrale con le figure disposte verticalmente.
Il dipinto ha dei toni molto uniformi e, nonostante sia ambientato di notte, è presente molta luce, per lo più scaturita dalla Luna.
Falero era noto per i suoi quadri raffiguranti le streghe, spesso raffigurate a cavallo delle loro scope, e questo quadro dà allo spettatore un senso di estasi dovuto al volo vorticoso delle donne. Tali dipinti godevano di grande successo nell'Inghilterra vittoriana, dato che il pubblico era interessato ai soggetti esoterici e occulti, secondo un gusto decadente.